# Diệp Vỹ Tín
Diệp Vỹ Tín (tiếng Trung: 葉偉信, tiếng Anh: Wilson Yip Wai-shun, sinh ngày 23 tháng 10 năm 1964) là một nam đạo diễn, diễn viên, nhà biên kịch kiêm nhà sản xuất điện ảnh người Hồng Kông. Cho đến nay, những bộ phim do ông làm đạo diễn đa phần đều trở nên nổi tiếng, trong số đó có thể kể đến như Bio Zombie, Sát Phá Lang, Long Hổ Môn, Đảo hỏa tuyến và loạt phim Diệp Vấn. Trong suốt sự nghiệp của mình, ông đã không ít lần được xướng tên ở các hạng mục danh giá tại Giải thưởng điện ảnh Hồng Kông, trong đó ông đã giành một giải ở hạng mục Kịch bản xuất sắc nhất, được đề cử 6 lần ở hạng mục Đạo diễn xuất sắc nhất.

## Danh sách phim
| Năm  | Tiêu đề                  | Giải thưởng                                    |
| ---- | ------------------------ | ---------------------------------------------- |
| 1995 | 01:00 A.M.               |                                                |
| 1995 | Daze Raper               |                                                |
| 1996 | Mongkok Story            |                                                |
| 1997 | Teaching Sucks           |                                                |
| 1997 | Midnight Zone            |                                                |
| 1998 | Bio Zombie               |                                                |
| 1999 | Bullets Over Summer      |                                                |
| 2000 | Skyline Cruisers         |                                                |
| 2000 | Juliet in Love           | Đề cử - Hong Kong Film Award for Best Director |
| 2001 | United We Stand and Swim |                                                |
| 2001 | 2002                     |                                                |
| 2002 | The Mummy, Aged 19       |                                                |
| 2002 | Dry Wood Fierce Fire     |                                                |
| 2004 | Leaving Me, Loving You   |                                                |
| 2004 | The White Dragon         |                                                |
| 2005 | SPL: Sha Po Lang         |                                                |
| 2006 | Dragon Tiger Gate        |                                                |
| 2007 | Flash Point              |                                                |
| 2008 | Ip Man                   | Đề cử - Hong Kong Film Award for Best Director |
| 2010 | Ip Man 2                 | Đề cử - Hong Kong Film Award for Best Director |
| 2011 | A Chinese Ghost Story    |                                                |
| 2011 | Magic to Win             |                                                |
| 2015 | Triumph in the Skies     |                                                |
| 2015 | Ip Man 3                 |                                                |
| 2017 | Paradox                  |                                                |
| 2019 | Ip Man 4                 |                                                |